# Fuirena umbellata
Fuirena umbellata är en halvgräsart som beskrevs av Christen Friis Rottbøll. Fuirena umbellata ingår i släktet Fuirena och familjen halvgräs. IUCN kategoriserar arten globalt som livskraftig. Inga underarter finns listade i Catalogue of Life.